# Votomita orbinaxia
Votomita orbinaxia, biljna vrsta iz porodice melastomovki, klasificirana tribusu Memecyleae, potporodeica Olisbeoideae. Brazilski endem iz države Pará.

## Vanjske poveznice
NYBG Monographs Details: Votomita orbinaxia Morley